# Фриц, Клеменс
Клеменс Фриц (нем. Clemens Fritz; 7 декабря 1980, Эрфурт, ГДР) — немецкий футболист. Выступал на позициях защитника и полузащитника. В 2006—2008 годах играл за национальную сборную Германии.

## Клубная карьера
Футбольную карьеру начал в 14 лет в юношеской команде клуба «Рот-Вайсс» из его родного Эрфурта. Через два года в клубе начались финансовые проблемы и футбольная школа была закрыта. Клеменс продолжил занятия в Лейпциге, в футбольной школе местного клуба «Лейпциг», но через год он вновь вернулся в Эрфурт, где стал выступать за молодёжную команду красно-белых. С 1999 года Фриц стал привлекаться к играм основной команды и за два сезона провел 57 матчей и забил 14 мячей.
В 2001 году молодого защитника пригласили в выступавший тогда во второй бундеслиге «Карлсруэ». В этот клуб он перешёл вместе Марко Энгельхардтом, своим другом и также воспитанником «Рот-Вайсс». Оба футболиста регулярно появлялись в основном составе, в «Карлсруэ» Клеменс Фриц провёл 61 матч и забил 7 мячей.
В 2003 году он заключил контракт с «Байером» из Леверкузена. 9 ноября 2003 года Фриц провёл свой первый матч в Бундеслиге. Летом 2004 года он получил серьёзную травму и смог вернуться на поле лишь в марте 2005 года, выйдя на поле в матче против «Ливерпуля» в рамках розыгрыша Лиги чемпионов. В сезоне 2005/06 Фриц смог закрепиться в качестве игрока основного состава «Байера».
В 2006 году Клеменс Фриц перешёл в бременский «Вердер», где вскоре также стал основным правым защитником команды, вытеснив из состава игрока сборной Германии Патрика Овомойелу. Позднее стал капитаном команды. За десять лет Фриц сыграл более 300 матчей за «Вердер». 14 января 2016 года он объявил о том, что завершит карьеру футболиста по окончании сезона 2015/16.

## Карьера в сборной
Дебют в национальной команде состоялся 7 октября 2006 года в матче против сборной Грузии, а 2 июня 2007 года в матче со сборной Сан-Марино Фриц забил свой первый гол. Всего Фриц провёл 22 матча и забил два гола за главную сборную Германии.

## Достижения
- Обладатель Кубка лиги: 2006
- Серебряный призёр чемпионата Германии: 2008
- Обладатель Кубка Германии: 2009
- Обладатель Суперкубка Германии: 2009
- Финалист Кубка УЕФА: 2009
- Финалист чемпионата Европы: 2008